# 新安郡 (北魏)
新安郡，中国南北朝时设置的郡。
北魏太和十二年（488年）置升新安县置新安郡，治新安县（今河南省渑池县东，隋移治今新安县）。辖境相当今河南省渑池县东部、新安县一带，属洛州。太和十七年（493年）属司州。太和十九年（495年）废除。东魏天平初年再设新安郡，属于洛州。武定末年被西魏占领。东魏兴和年间侨置新安郡，属义州。治所在今河南卫辉市附近，北齐废侨置新安郡。北周保定三年（563年），废除新安郡，改为中州。建德六年（577年），废除中州，再设新安郡。属于熊州，下辖新安县（今河南省渑池县东）、东垣县（今河南省新安县）。隋文帝开皇三年（583年）废新安郡，属县归熊州。义宁元年（617年）复设新安郡，下辖新安县（今河南省新安县）。唐高祖元年（618年）改为谷州。